# Belonario

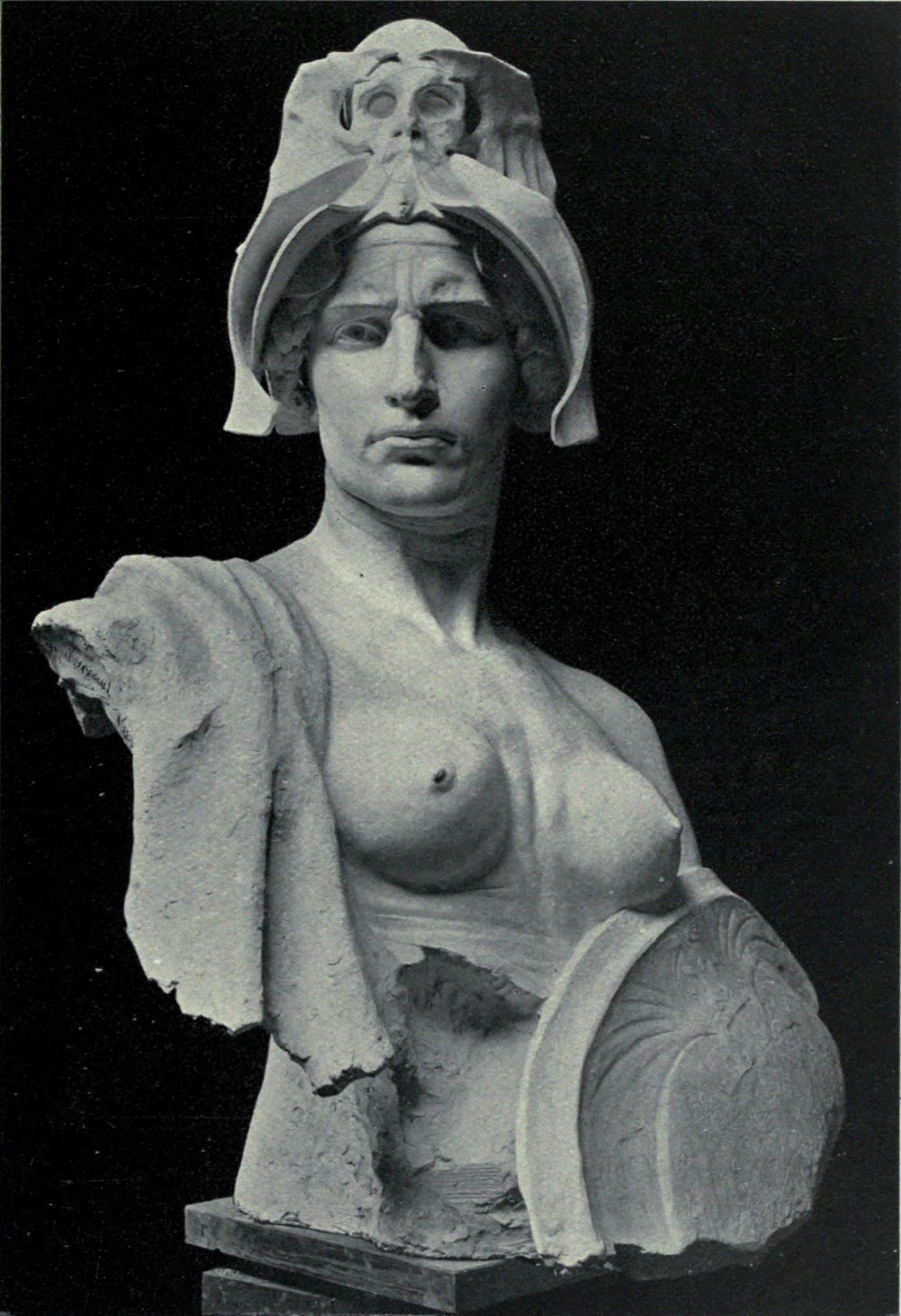
Belona, por Edgar Bertram Mackennal.

Se llamaban belonarios los sacerdotes de la diosa romana Belona.
Antes de ser admitidos al sacerdocio, los belonarios estaban obligados a dejarse hacer una incisión en el brazo como una señal de que esta diosa no quería ser honrada sino con sangre. Cuando celebraban las fiestas de su divinidad se hacían igualmente heridas en los brazos, en los muslos y ofrecían en sacrificio la sangre que salía de ellas. Con el tiempo, estas heridas no fueron sino fingidas, pero el emperador Cómodo les obligó a hacerlas como antes. 
El día de su fiesta principal corrían por las calles como furiosos, con una espada desnuda en cada mano y luego de haber terminado su carrera y sus sacrificios, iban todos a consultarlos, porque se creía que tenían el don de predecir las cosas futuras, anunciando la toma de las ciudades, la derrota de los enemigos, etc.
Los belonarios gozaban de una consideración igual a la de los mismos reyes.